# Michel-Victor Cruchet
Michel-Victor Cruchet né le 22 décembre 1815 dans l'ancien 9e arrondissement de Paris et mort dans la même ville le 17 novembre 1899 est un sculpteur ornemaniste et ébéniste français.

## Biographie

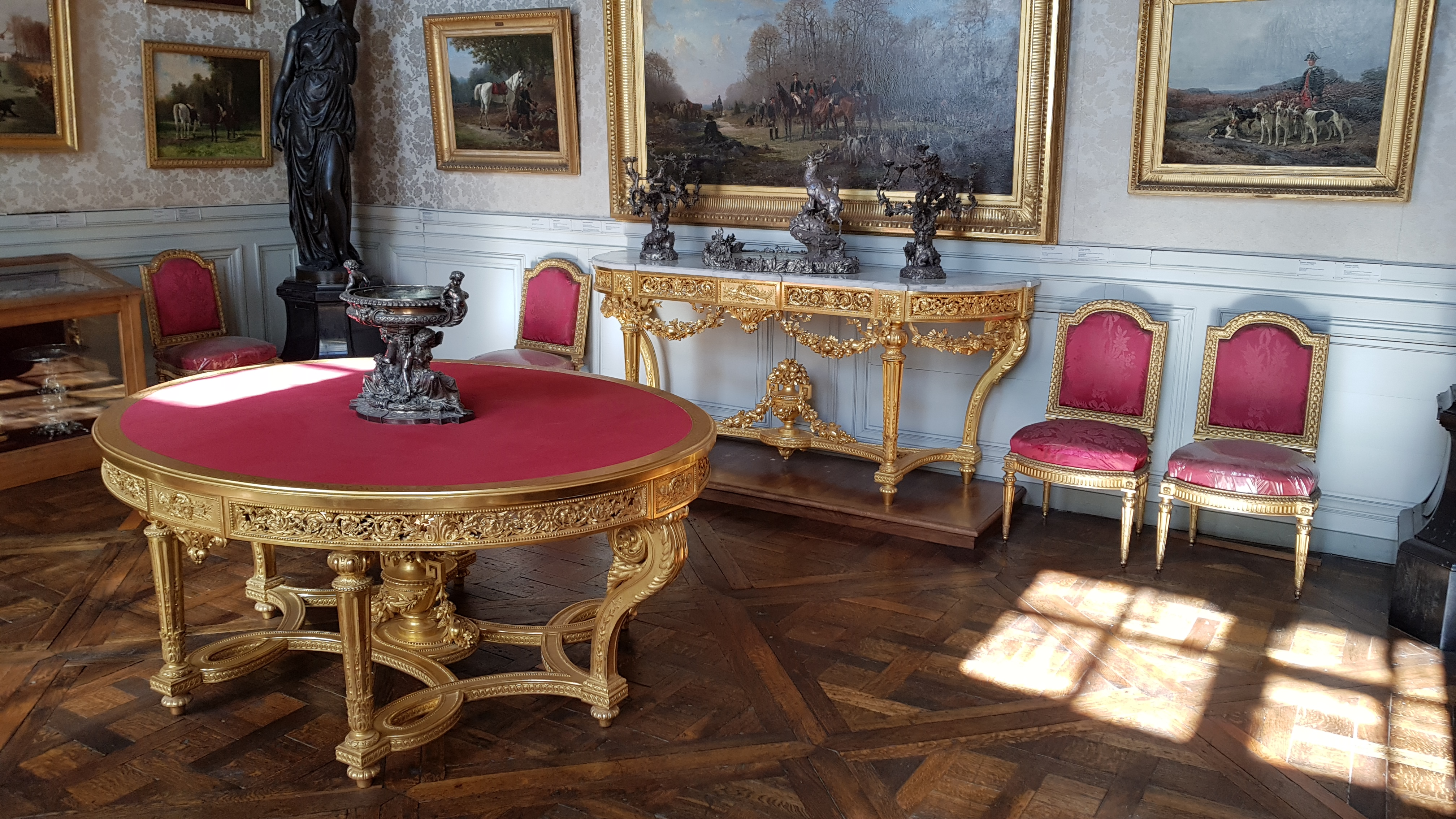
Table, console et cinq chaises de style néo-Louis XVI (1858), palais de Compiègne.

Michel-Victor Cruchet a travaillé avec les ébénistes Ringuet-Leprince, Thuiller et Maigret.
Sculpteur et ornemaniste, Michel-Victor Cruchet est un des premiers à avoir utilisé le carton-pierre dans la décoration intérieure. Il connaissait parfaitement les styles du passé et avait une grande aptitude à se les approprier et d'en faire des copies. Il a participé avec d'autres décorateurs, dès la fin du règne de Louis-Philippe au mélange de différents styles qui a conduit à l'éclectisme du style Second Empire.

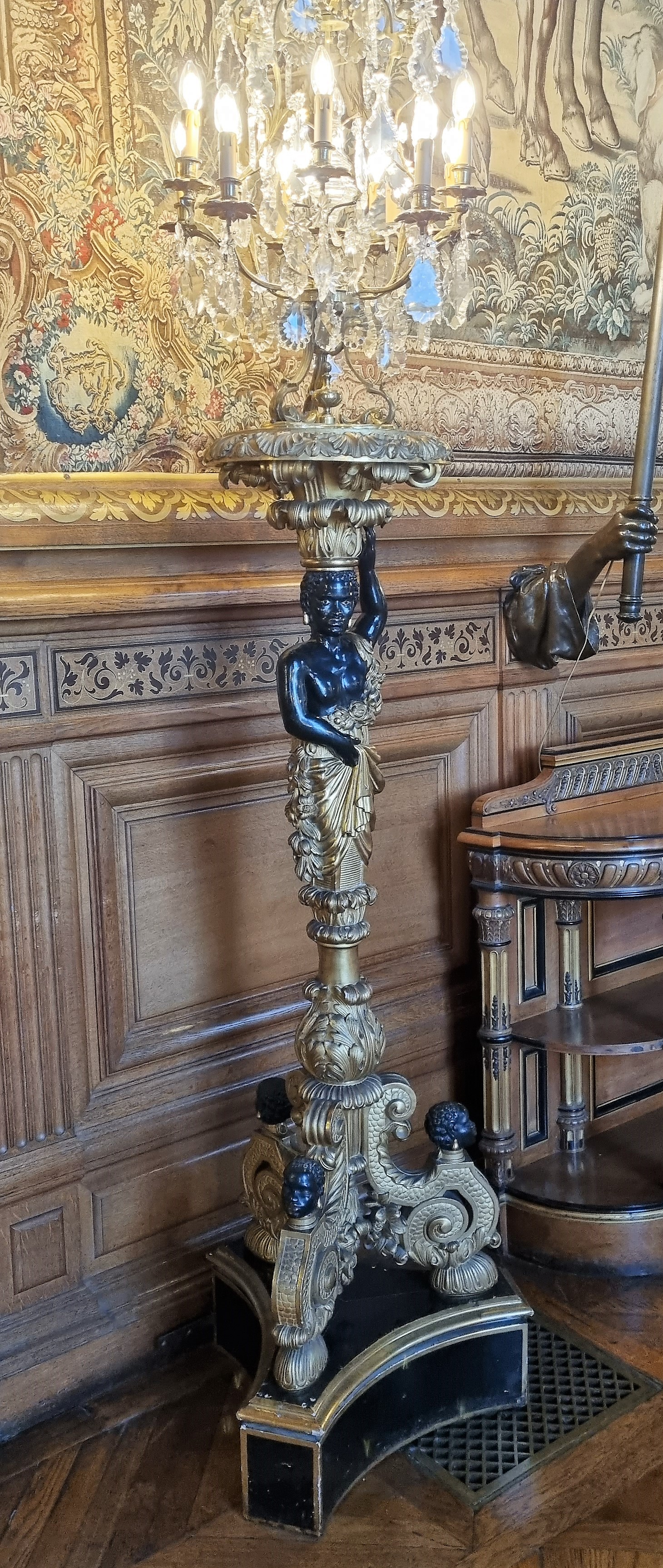
Torchères de la galerie des Cerfs, château de Chantilly.

Il a travaillé au palais des Tuileries pour le salon gothique de la princesse Marie d'Orléans (1813-1839), sœur du duc de Nemours (1814-1896). Avec le peintre Eugène Lami (1800-1890), ancien professeur de dessin des enfants royaux, il a aussi fourni en ameublement le duc d'Aumale au château de Chantilly comme les torchères qui se trouvent dans la galerie des Cerfs en bois sculpté et doré, supportées par des têtes de nègres, dessinées en 1846 -1847.
Il a été fournisseur du Garde-Meuble pendant le règne de Louis-Philippe. Il a meublé le salon d'audience du duc de Nemours au pavillon de Marsan, dans un style néo-Louis XV, en 1842 quand ce dernier est devenu successeur au trône après la mort accidentelle de son frère, le duc d'Orléans.
Cruchet a été le sculpteur ornemaniste attitré de l'impératrice Eugénie. Elle lui confiait le soin de faire des copies des meubles anciens conservés au Garde-Meuble, et parfois d'enrichir de motifs supplémentaires des sièges anciens.
Il réalise en 1856 la décoration du petit salon de l'empereur à l'orangerie du château de Saint-Cloud. Il est l'auteur des ornements en carton-pierre du plafond, des boiseries sculptés sur bois de tilleul et du chambranle de cheminée en marbre dans un style néo-Louis XVI.
La même année, il est chargé du décor des intérieurs du château Perrier à Épernay et envoie en vingt voyages les ornements du château depuis son atelier parisien.
Il participa à plusieurs expositions universelles. Il obtient une médaille d'argent à l'Exposition de la Seconde République de 1849 à Paris, une médaille de seconde classe à l'Exposition universelle de 1851 à Londres, puis une médaille de première classe à l’Exposition universelle de 1855 à Paris.
Il a participé à la décoration du ministère des Affaires étrangères à Paris en 1852.
Michel-Victor Cruchet a exercé des fonctions au sein de la paroisse de Gagny. Il y a dirigé le conseil de fabrique, une institution chargée du financement de l’entretien d’une église et de ses biens. C’est sous sa direction que fut construit en 1872 l'autel de l'église Saint-Germain de Gagny. Il confia également au sculpteur Drisaldi du Raincy la confection des têtes de chapiteau, réalisées en 1879.
Il a laissé son entreprise à son fils aîné en 1869.
Il meurt au 3, rue Ballu à Paris et est inhumé dans la même ville au cimetière de Montmartre. L'architecte de sa sépulture est Paul Sédille.
L'inventaire[réf. nécessaire] fait après sa mort révèle son aisance. Un appartement confortable avec un mobilier en acajou et en bois sculpté mais surtout un atelier pour les estampes, un autre pour les modeleurs, un troisième pour les sculpteurs, avec un laboratoire, un cabinet de travail et un salon d'exposition qui ont constitué la valeur de son entreprise.

## Les ateliers

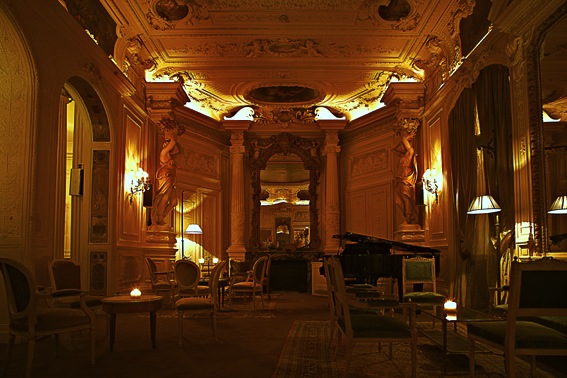
Ancienne salle d'exposition de la Maison Cruchet, aujourd'hui Café Carmen, au 22, rue de Douai à Paris.

Établi successivement à Paris, rue La Fayette en 1836, puis au 58, rue Notre-Dame-de-Lorette dans un bâtiment où Eugène Delacroix avait son atelier, il acquiert en 1846 des terrains à l'angle de la rue Fontaine-Saint-Georges (actuellement rue Pierre-Fontaine) et de la rue de l'Aqueduc (actuelle rue de Douai), puis en 1853, il achète à Charles-Théophile-Victor Mignon l'immeuble situé aujourd'hui 22, rue de Douai. Ce faisant, il regroupe un certain nombre de parcelles. Cet immeuble fut réaménagé pour son usage propre mais surtout pour ses ateliers et des lieux d'exposition. Il y loue également des appartements à Léon Halévy et à Georges Bizet, lequel y meurt en 1875. Au rez-de-chaussée, de vastes espaces, somptueusement décorés, permettent de présenter les productions de l'entreprise. Ces locaux, plus tard utilisés pour diverses activités dont un bureau de poste, sont aujourd'hui occupés par le Café Carmen et ont en partie conservé leur décor original.
Outre des logements destinés à la location, Michel-Victor Cruchet aménage pour lui-même et sa famille, au deuxième étage, un vaste appartement caractéristique du goût sous le Second Empire, décoré de plusieurs peintures anciennes encastrées dans des boiseries. Un tondo de Simon Vouet, Aurore et Céphale, orne le plafond de la chambre de sa femme.
Michel-Victor Cruchet acquiert en 1864 le château de Maison Rouge et son domaine de 6 ha a Gagny. Il fait alors agrandir la demeure, la rehausse d’un étage et y ajoute une tourelle au sud pour faire pendant à celle qui se dressait au nord. Il transforme le bâtiment dans un style néo-Louis XIII en couvrant la façade de briques et en agrémentant la toiture de coupoles et d’un belvédère. C’est de lui que viendraient le vestibule à colonnes doriques et l’escalier à balustres de chêne. Réparti en trois étages et quatre appartements, l’ensemble comptait, entre autres, douze chambres, un billard et un salon de réception.

## Famille
Michel-Victor Cruchet épouse Catherine Clair le 17 septembre 1840 à l'église Notre-Dame-de-Lorette à Paris. Son fils Albert Claude Philippe Cruchet reprend l'entreprise à la fin du Second Empire. Il a décoré l'hôtel Rothschild de l'avenue de Marigny à Paris.